# 格施帕爾滕峰
46°30′41″N 7°49′40″E / 46.51139°N 7.82778°E
格施帕爾滕峰（德語：Gspaltenhorn），是瑞士的山峰，位於該國南部，由伯恩州負責管轄，屬於伯尔尼山的一部分，海拔高度3,436米，人類在1869年7月10日首次登頂。

## 外部連結

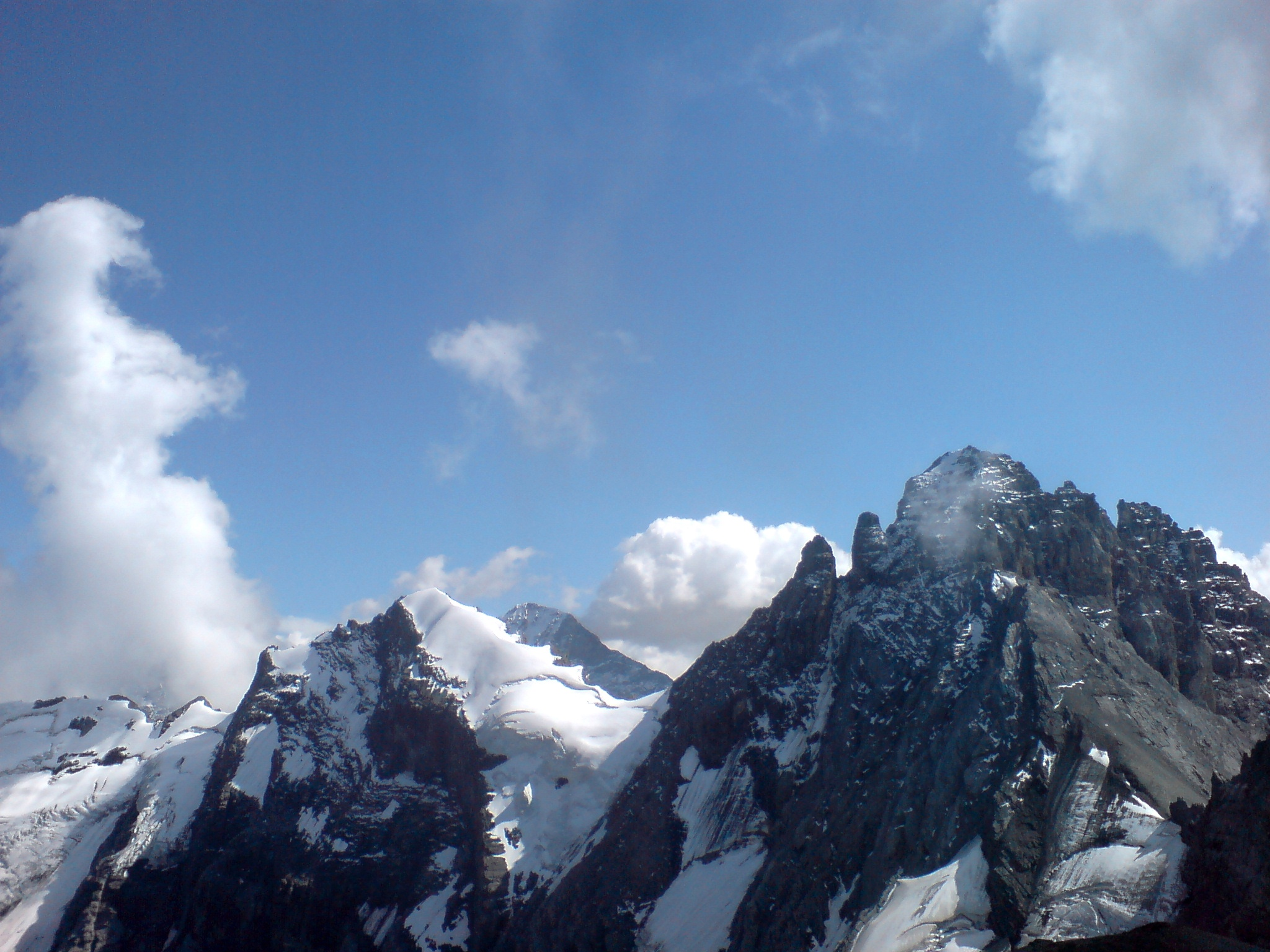

- Gspaltenhorn on Hikr （页面存档备份，存于）
- Gspaltenhorn on Summitpost （页面存档备份，存于）